# RAF Elvington
RAF Elvington était une base aérienne de la Royal Air Force, active du début de la Seconde Guerre mondiale jusqu’à 1992. Elle est située près de la ville d’Elvington dans le Yorkshire en Angleterre.

## Histoire
La base, à l’origine, était un aérodrome en herbe rattaché au 4th Bomber Group. Au début des années 1940, l’aérodrome fut entièrement reconstruit, avec trois pistes en dur. Il rouvrit en octobre 1942 pour accueillir le Squadron 77 de la RAF. Cette escadrille comptait approximativement 20 avions. Initialement, elle volait sur le bombardier moyen bimoteur Armstrong Whitworth Whitley. Celui-ci fut rapidement remplacé par le bombardier lourd quadrimoteur Handley Page Halifax qui venait d’entrer en service. Le Squadron 77 participa à la bataille de la Ruhr et aux bombardements sur Berlin. Il supporta de lourdes pertes durant son stationnement à Elvington : près de 80 Halifax perdus, et 500 membres d’équipage tués, portés disparus ou faits prisonniers. 
En mai 1944, le Squadron 77 fut transféré à la base de Full Sutton (en) qui venait d’ouvrir aux environs, et fut remplacé à Elvington par deux unités aériennes françaises, les Squadron 346 « Guyenne » et Squadron 347 « Tunisie », également dotées de Handley Page Halifax. C’étaient à cette époque les deux seules unités françaises volant sur quadrimoteur. Elvington était la seule base de la RAF au Royaume-Uni dont la majorité du personnel était français. Seuls occupants de la base, les Français en assurent le fonctionnement complet. Le colonel Bailly se retrouve à la tête d'une petite colonie française de 2 500 hommes, assistés par un petit groupe de personnels britanniques pour des questions de liaison technique. Comme sur toute base de la RAF de l'époque, la base a l'aspect d'un grand village en pleine campagne, composé de hangars pour les appareils et de préfabriqués pour le personnel, les huttes Nissen en forme de demi-tonneau en tôle ondulée. Vu la taille des installations, tout le monde se déplace à vélo. Ces deux unités participèrent au bombardement de l’Allemagne nazie et à la Libération de l’Europe de l'Ouest. En octobre 1945, ces deux unités furent rapatriées sur Bordeaux et devinrent partie intégrante de l’armée de l'air française. 
En septembre 1957, un mémorial dédié aux deux squadrons français fut inauguré au village d’Elvington. Durant leur séjour sur la base, environ la moitié des équipages furent tués.
Après la guerre, la base fut encore agrandie en 1952 pour l’United States Air Force qui prévoyait d'y déployer des bombardiers lourds Convair B-36 Peacemaker pour participer à la dissuasion nucléaire. Ce projet fut abandonné à la suite du déploiement de sous-marins nucléaires lanceurs d'engins dotés de missiles Polaris.